# Lammersfeld (Gemeinde Traiskirchen)
Lammersfeld ist eine ehemalige Ortschaft in der Stadtgemeinde Traiskirchen in Niederösterreich.
Lammersfeld wurde um 1800 gegründet und bestand laut den Erhebungen 1830 und 1869 aus sieben Anwesen. Obwohl unmittelbar an Oeynhausen angebaut, zählt der Ort zur Katastralgemeinde Tribuswinkel. Anfangs war der Ort nicht auf Karten eingezeichnet und später schien er ein Teil von Oeynhausen zu sein, gehört aber heute immer noch zu Tribuswinkel.